# Naučná stezka Jihlavská pevnost

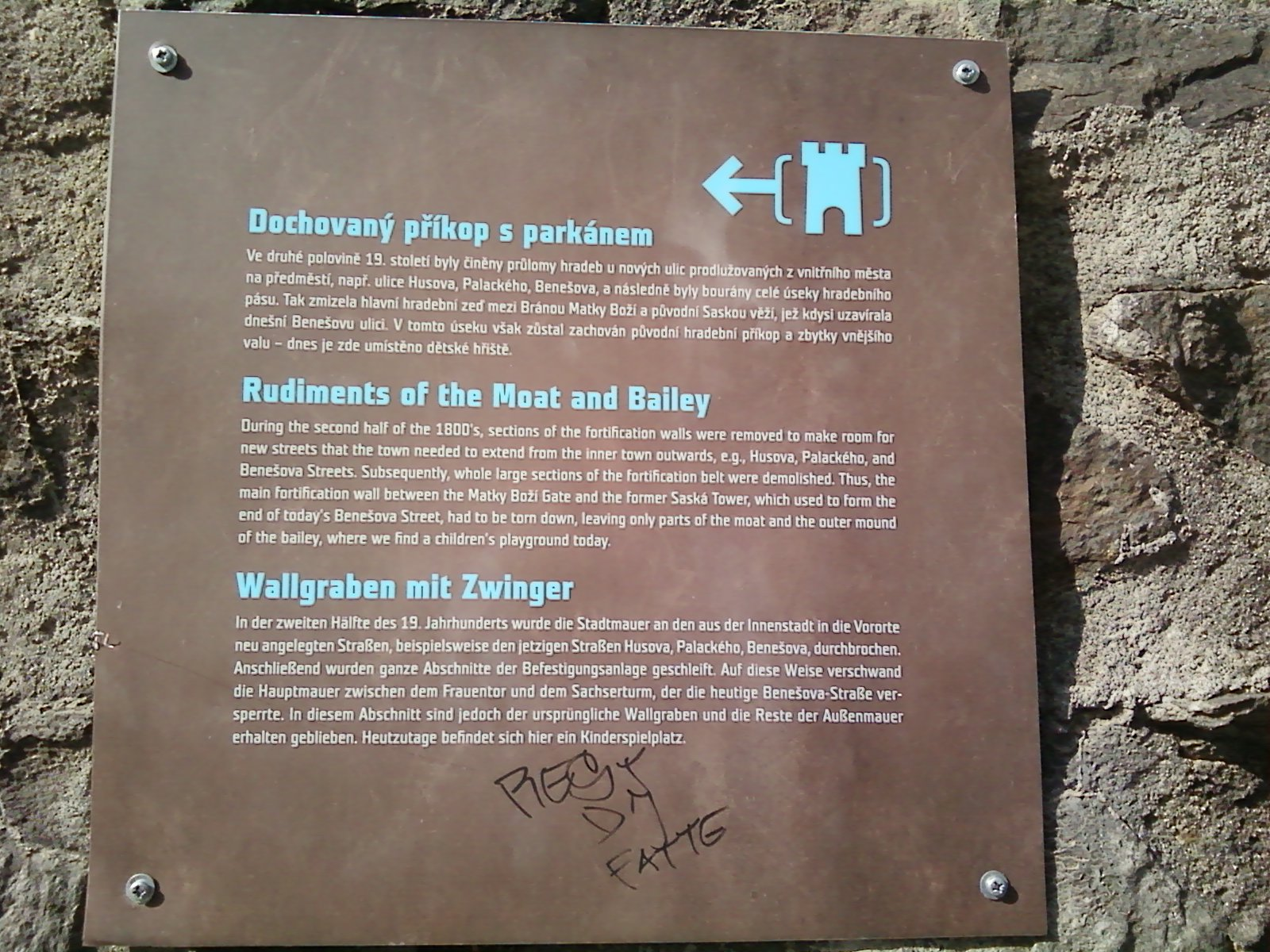
Zastavení v NS Jihlavská pevnost

Naučná stezka Jihlavská pevnost je naučná stezka, vedoucí v místech hradeb bývalé jihlavské pevnosti. Spolu s dvojicí dalších jihlavských naučných stezek byla otevřena 13. prosince 2013 a na své trase má devět zastavení. Řada dnes již zaniklých prvků jihlavské pevnosti byla lokalizována pomocí obrazů Gustava Kruma.

## Vedení trasy
Stezka začíná u brány Matky Boží, od které krátce vede ulicí Matky Boží, posléze zahýbá doprava na Minoritské náměstí, obchází kostel Nanebevzetí Panny Marie a dostává se na hradební parkán. Jím kopíruje Hradební ulici, naproti City Parku přechází Znojemskou ulici a opět po parkánu kopíruje Čajkovského ulici, na konci přechází Brněnskou ulici a stále po parkánu obchází kostel sv. Jakuba Většího. Před něj se vrací po schodech od lesoparku Malý Heulos, zahýbá doprava a ulicí Hluboká vede na Masarykovo náměstí. Od vyústění u kostela sv. Ignáce z Loyoly přechází úhlopříčně horní část náměstí do ulice Komenského, kterou vede až k Horáckému divadlu. Tady se stáčí doleva, pokračuje Divadelní ulicí, na jejím konci zabočuje vpravo do Palackého ulice a posléze vlevo do parku Jana Masaryka, kde po pravé straně míjí kino Dukla. Na konci parku přechází přes Husovu ulici a Věžní ulicí a parkem Gustava Mahlera se vrací k bráně Matky Boží.

## Zastavení
- Brána Matky Boží
- Hradební parkán a přepadení Jihlavy 1402
- Brtnická brána
- Česká (Brněnská) brána
- Opevnění východního parkánu a Křížová (Švédská nebo též Císařská) brána
- Historické podzemí (součást pevnosti)
- Špitálská brána
- Malebná bašta v Divadelní uličce
- Dochovaný příkop s parkánem